# Bundesverband Möbelspedition und Logistik
Der Bundesverband Möbelspedition und Logistik e.V. (AMÖ) ist die Dachorganisation der deutschen Möbelspedition. Gemeinsam mit 18 regionalen Mitgliedsverbänden vertritt die AMÖ die Interessen von etwa 1.000 Mitgliedsunternehmen. Diese sind tätig auf den Gebieten Umzug, Handelsmöbellogistik, EDV- und Kunstspedition. Bevor die Bezeichnung Bundesverband geläufig wurde, hieß der Verband „Arbeitsgemeinschaft Möbeltransport“, kurz AMÖ.
Jeder einzelne AMÖ-Spediteur ist unmittelbar Mitglied im zuständigen Regionalverband. So zählt die AMÖ neben den deutschen Mitgliedsverbänden auch die Gruppe Internationaler Möbelspediteure e. V. (GIM) zu ihren Mitgliedern.

## Verbandszweck
Wesentliche Aufgabe der AMÖ als Gewerbevertretung ist es, die für die Möbelspediteure geltenden Rahmenbedingungen zu beeinflussen und damit die Existenzfähigkeit der Mitgliedsunternehmen nachhaltig zu sichern. Der Verband vertritt die Anliegen seiner Mitglieder gegenüber der Politik, den Ministerien sowie bei Behörden, Industrie und Handel. Durch enge Verbindungen zu den Organisationen von Möbelhandel und Möbelindustrie werden vor allem die Interessen der Neumöbelspediteure vertreten. Im Umzugsbereich sind die Spitzenverbände der Verbraucherschutzorganisationen Gesprächspartner der AMÖ.
Auf nationaler Ebene betreibt die AMÖ Lobbyarbeit bei Politik und Verwaltung, um bei Gesetzes-, Verordnungs- und Erlassvorhaben ihren Einfluss gelten zu machen. Sie wirkt bei Gehalts- und Manteltarifverträgen auf Bundes- und Landesebene beratend und unterstützend mit. Sie unterstützt die Mitgliedsunternehmen bei der Berufsausbildung und der fachlichen Qualifizierung der Mitarbeiter. So gibt es seit einigen Jahren die Ausbildung zur Fachkraft für Möbel-, Küchen- und Umzugsservice (FMKU).
Der Bundesverband verleiht jährlich das AMÖ-Zertifikat für ihre Mitglieder, um den Qualitätsstandard für den Verbraucher auf einen hohen Niveau zu halten. Er betreibt auch die AMÖ-Umzugsplattform.

## Landesverbände
1. Verband Spedition und Logistik Baden-Württemberg e.V.
2. Landesverband Bayerischer Spediteure e.V.
3. Verband Verkehr und Logistik Berlin und Brandenburg (VVL) e.V.
4. Fachvereinigung Spedition, Lagerei und Möbeltransport im Landesverband des Berliner und Brandenburger Verkehrsgewerbes (LBBV) e.V.
5. Fachverband Möbelspedition und Logistik (Famö) Bremen e.V.
6. FAMÖ – Fachvereinigung Möbelspedition, Umzugslogistik und Relocation Hamburg e.V.
7. Fachverband Möbelspedition, Umzugslogistik und Relocation Hessen e.V.
8. Fachvereinigung Möbelspedition des Landes Mecklenburg-Vorpommern e.V.
9. Fachvereinigung Möbelspedition im Gesamtverband Verkehrsgewerbe Niedersachsen e.V. (GVN)
10. Landesverband Möbelspedition und Logistik im Verband Verkehrswirtschaft und Logistik Nordrhein-Westfalen e.V. (VVWL)
11. Fachsparte Möbeltransport im Verband des Verkehrsgewerbes Rheinhessen-Pfalz e.V.
12. Fachgruppe Möbeltransport im Verband des Verkehrsgewerbes Rheinland e.V.
13. Fachvereinigung Möbeltransport im Landesverband Verkehrsgewerbe Saarland (LVS) e.V.
14. Fachverband Möbelspedition und Logistik Mitteldeutschland (FMM) e.V.
15. Fachvereinigung Möbelspedition im Landesverband des Sächsischen Verkehrsgewerbes (LSV) e.V.
16. Fachvereinigung Spedition, Möbelspedition und Lagerei im Landesverband des Verkehrsgewerbes Sachsen-Anhalt (LVSA) e.V.
17. Fachvereinigung Möbeltransport Schleswig-Holstein e.V.
18. Fachvereinigung Güter-, Möbelverkehr und Logistik im Landesverband Thüringen des Verkehrsgewerbes (LTV) e.V.[2]